# 小卡捷琳尼夫卡

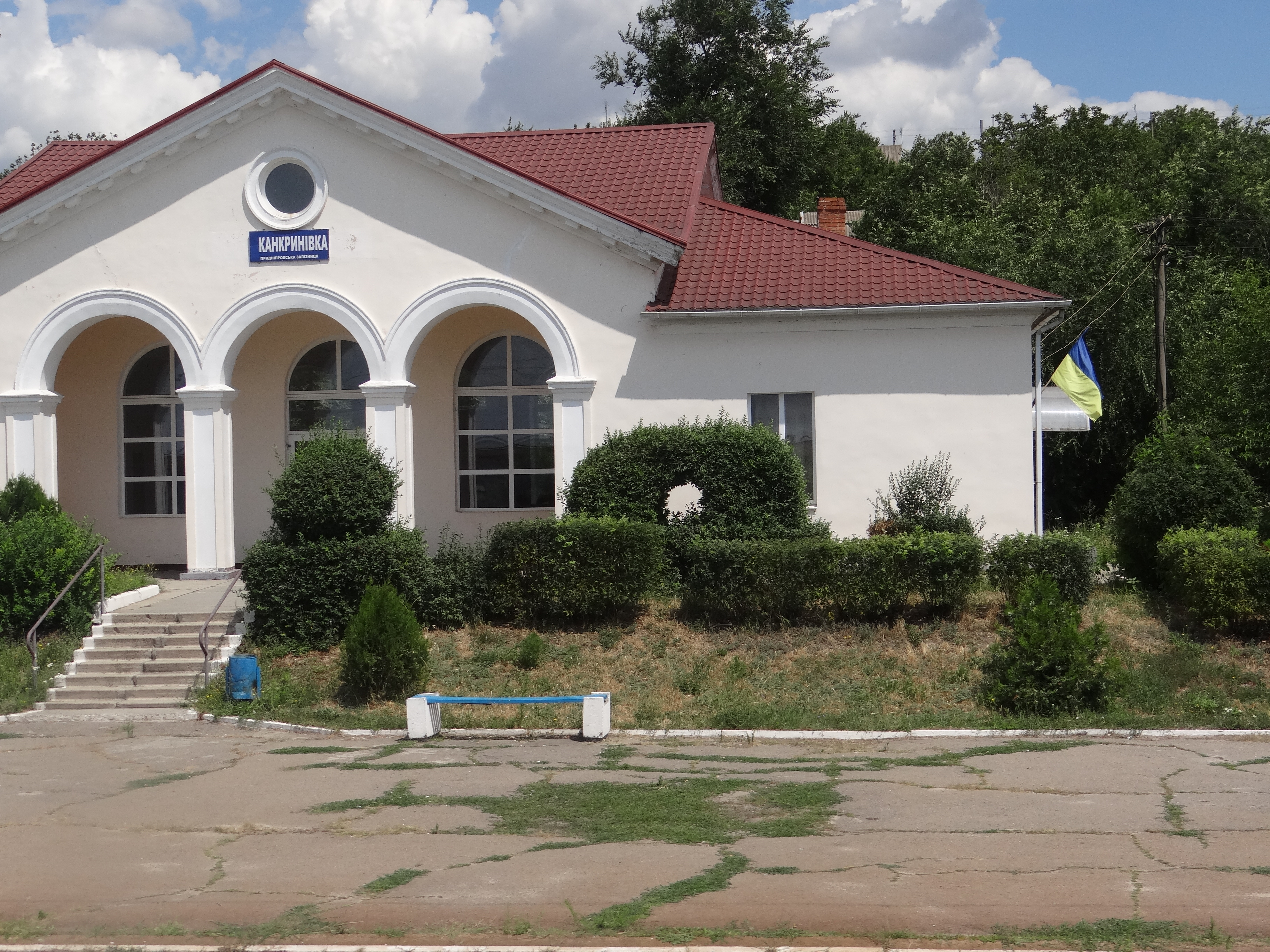
火车站

小卡捷琳尼夫卡（羅馬化：Malokaterynivka）是位於烏克蘭東南部扎波羅熱州扎波羅熱区庫舒胡姆市鎮的鎮。該村始建於1775年，面積2.02平方公里，海拔高度45米，2011年人口3,473，人口密度每平方公里1,717.6人。